# 埃尔蒙特梅利
埃尔蒙特梅利，是西班牙加泰罗尼亚塔拉戈纳省的一个市镇。总面积72平方公里，总人口721人（2001年），人口密度10人/平方公里。